# Encarnación-Regina
Encarnación-Regina est un quartier de la ville andalouse de Séville, en Espagne, situé dans le district Casco Antiguo.
Il doit son nom à la place de la Encarnación, située au sud du quartier, ainsi qu'à la rue Regina qui en part en direction du nord.

## Limites du quartier
Le quartier est limité au sud par les rues Almirante Apodaca, Imagen, Laraña, Martín Villa et Campana, par la plaza del Duque de la Victoria et par la rue Alfonso XII qui le séparent du quartier d'Alfalfa, la rue Alfonso XII formant également la limite avec le quartier de Museo. Il est limité au nord-ouest par les rues San Vicente, Cardenal Cisnernos, Jesús de la Vera-Cruz et Baños, par la place de la Gavidia et par les rues Padre Tarín et Jesús del Gran Poder qui le séparent du quartier de San Vicente, par la rue Conde de Barajas qui forme au nord sa courte frontière avec le quartier de San Lorenzo, au nord-est par les rues Trajano, Delgado, Amor de Dios et Morgado, par la place San Martín et par les rues Viriato, San Juan de la Palma, Dueños et Doña María Coronel qui le séparent du quartier de Feria et à l'est par la rue Bustos Tavera et la place Los Terceros qui le séparent du quartier de Santa Catalina.

## Points d'intérêt
- Metropol Parasol
- Hémérothèque municipale
- Église de San Pedro
- Posada del Lucero, littéralement Auberge de l'Étoile, situé à la rue Almirante Apodaca 7. Ancien édifice du XVIIIe siècle, déclaré bien d'intérêt culturel et monument historique, il fut restauré et transformé en hôtel. Il est l'unique exemple restant d'auberge antique de Séville ; il comporte trois étages et son patio possède un portique à arc en plein cintre sur des colonnes. Le rez était occupé par des écuries et les étages supérieurs par des chambres[3].

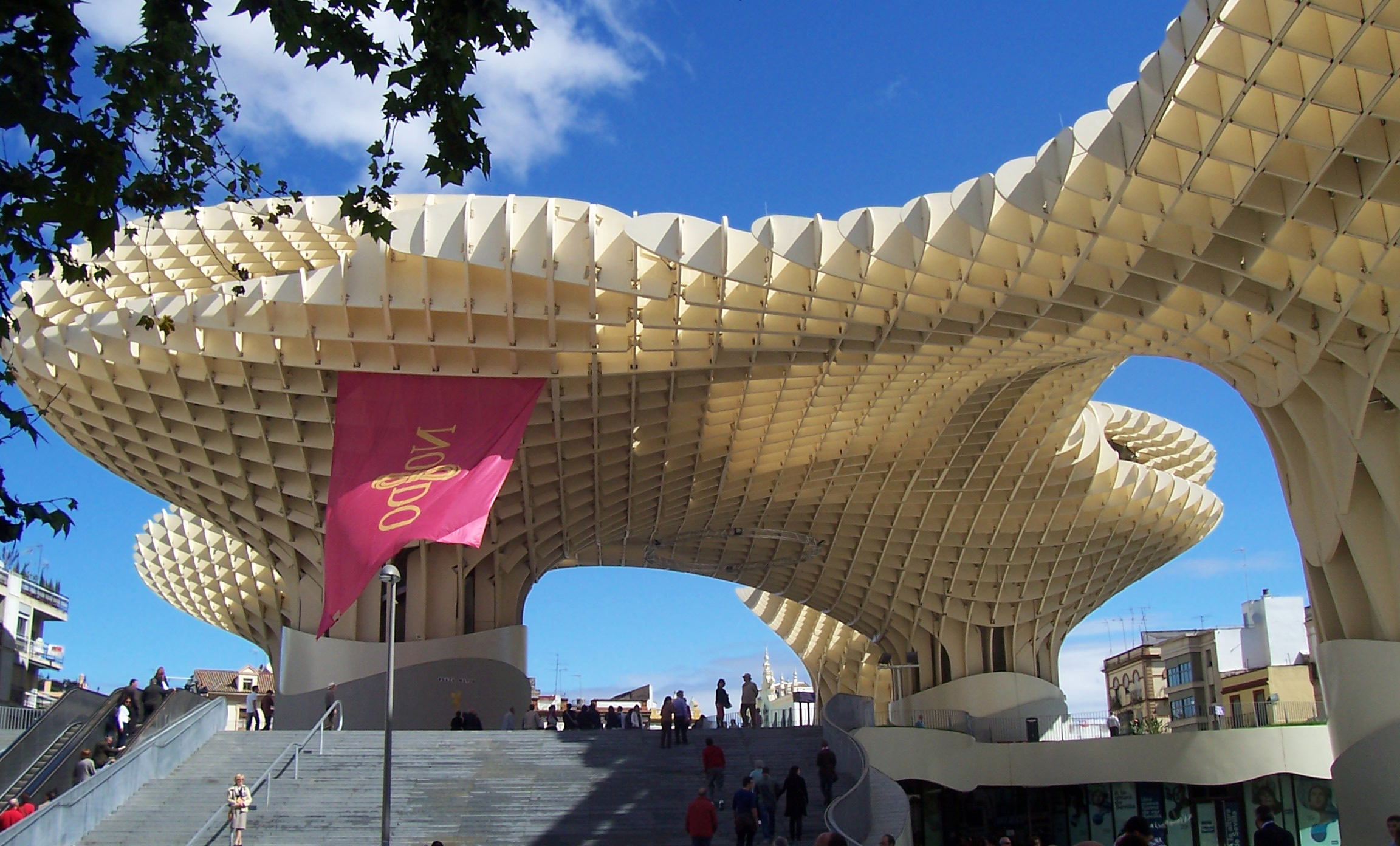
Metropol Parasol vu depuis la rue Imagen.
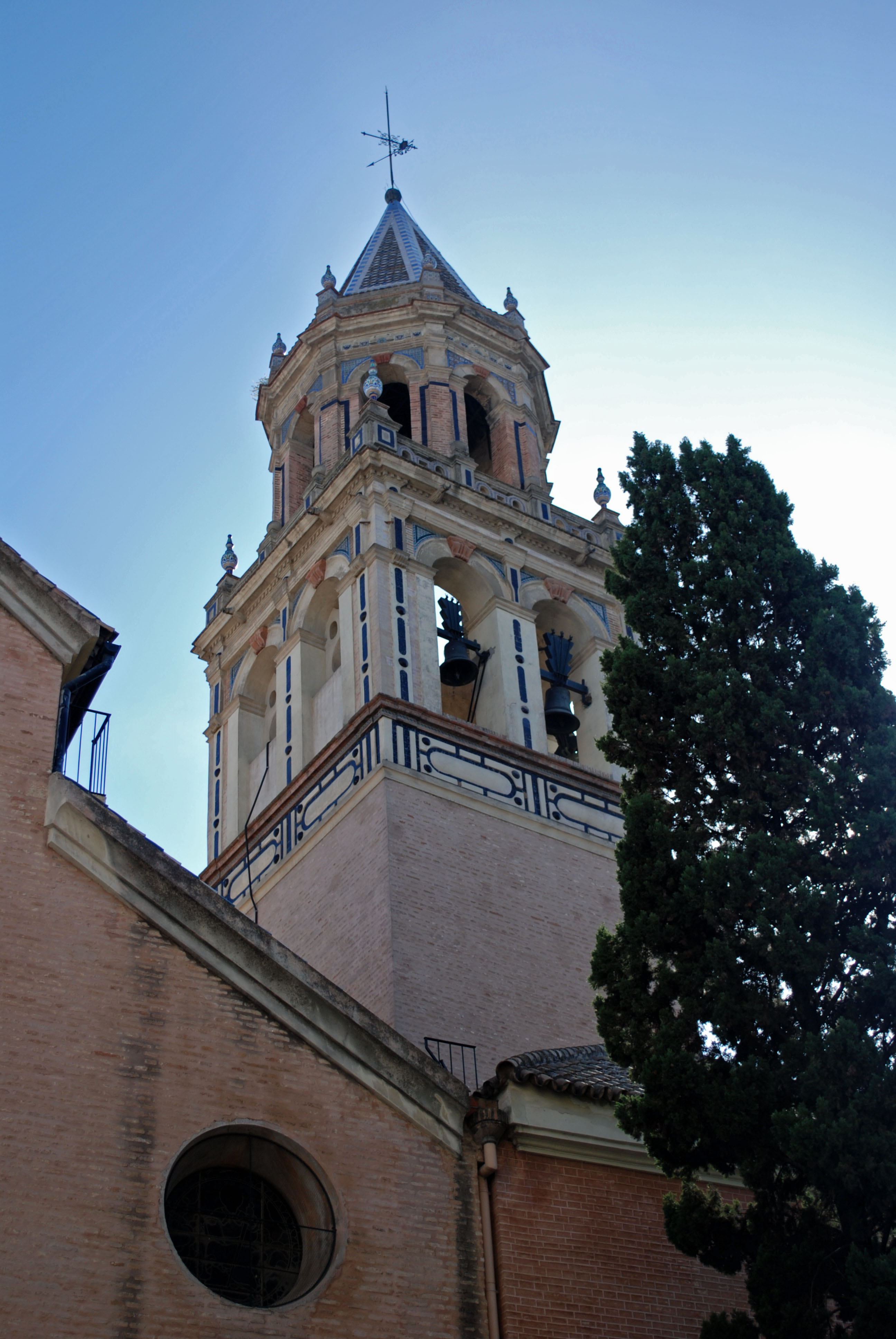
L'église de San Pedro, située au sud-est du quartier, sur la rue Imagen.